# Can Falç (Sitges)
Can Falç és una obra de Sitges (Garraf) inclosa a l'Inventari del Patrimoni Arquitectònic de Catalunya.

## Descripció
Edifici originàriament aïllat i que ara ha esdevingut entre mitgeres, fent cantonada. Té planta baixa i dos pisos. Al seu darrere té un hort molt ampli amb un petit jardí romàntic. Llindes i muntants de pedra en les obertures dels pisos, igual que en el portal d'entrada. Té un oratori molt interessant.

## Història
Propietat de una de les famílies més antigues de Sitges. Els primers Falç foren gent dedicada als afers marítims.
L'hort de Can Falç i el seu jardí romàntic han estat pintats per la majoria de pintors que passaren per Sitges, des de tots els de l'Escola Luminista, passant per Rusiñol, Almirall i altres.